# زاك شو
زاك شو (بالإنجليزية: Zac Shaw)‏ هو عداء سريع بريطاني، ولد في 24 سبتمبر 1995 في غريمسبي ‏ في المملكة المتحدة.